# Victor Ikpeba
Victor Nosa Ikpeba, född 12 juni 1973 i Benin City, Edo, Nigeria, är en nigeriansk före detta fotbollsspelare (anfallare). Han var med i det fotbollslandslag som vann OS-guld i Atlanta 1996. Han deltog även i fotbolls-VM 1994 och 1998, och var med i laget som vann Afrikanska mästerskapet i fotboll 1994. 1997 utsågs han till årets fotbollsspelare i Afrika.
Ikpeba har på klubbnivå bland annat representerat AS Monaco, Borussia Dortmund och Al Ittihad.